# カザリバガ科
カザリバガ科（学名：Cosmopterigidae）は、チョウ目キバガ上科に所属する昆虫類の分類群の一つ。分類されるガの特徴として、成体では小さい羽を持ち、幼生はとても小さい体で、住み着く植物の茎や種子、葉を内側から食べる。総1500種が分類される。特に本科のガの種類が豊富なのはオーストラリア・太平洋地域で、780種が生息する。それら地域の中で見ても、ハワイ島の種の多さは異常ともいえるほどであり、Hyposmocomaというハワイ固有の属には知られているだけで350種、実際は800種ほどいると思われている。
尚、以前カザリバガ科であった種の一部はAgonoxeninae科に移動された。

## 分類
本科は4つの亜科に分かれる。
- 亜科 マイコモドキ亜科（英語版） Hodges, 1978
- 亜科 コブカザリバガ亜科（英語版） Mosher, 1916
- 亜科 カザリバガ亜科（英語版） Heinemann & Wocke, 1876
- 亜科 Scaeosophinae Meyrick, 1922

### カザリバガ亜科
Limnaecia属
- ガマトガリホソガ

Labdia属
- ベニモントガリホソガ
- ツマキトガリホソガ
- セジロトガリホソガ
- ギンスジトガリホソガ
- コブヒゲトガリホソガ

Ressia属
- クロギンスジトガリホソガ

Pyroderces属
- タテスジトガリホソガ

Anatrachyntis属
- マダラトガリホソガ

Cosmopterix属
- ノササゲカザリバ
- ドルリーカザリバ
- ウスキモンカザリバ
- ススキキオビカザリバ
- ヨシカザリバ
- サッポロカザリバ
- ササガヤカザリバ
- ヒコサンカザリバ
- ウスイロカザリバ

Macrobathra属
- キオビキバガ

## 日本でのカザリバガ
日本では『日本産蛾類 標準図鑑』に40種掲載されて以降詳しく研究された。特に黒子浩によるカザリバガ科の研究は、『動物系統分類学7下C』（1972年、中山書店）によるチョウ目研究、それに加え2015年出版の『日本の昆虫 第5巻』ではカザリバガ科が記されたことにより、大きく種の判別が分かり易くなったと言われている。
また、英彦山には、日本産カザリバガ属の半数近くにあたる23種が生息してることが、前述の黒子浩や、当時九州大学助教授だった安松京三により判明している。